# عربی تعزی-عدنی
عربی تعزی-عدنی یا عربی یمنی جنوبی یکی از گونه‌های عربی یمنی است که در یمن و جیبوتی بدان سخن گفته می‌شود. مهم‌ترین ویژگی این گویش تلفظ /ج/ به صورت /گ/ است.
تعزی در تعز و اِب رایج است و مهم‌ترین ویژگی آن تلفظ خشن زبانکی /ق/ است. عدنی نیز که در عدن تکلم می‌شود، همخوان‌های سایشی را انسدادی بیان می‌کند، مثلاً در این گویش /ث/ به صورت /س/ و /ذ/ به صورت /د/ بیان می‌شود.